# Novation en droit civil français
 (novembre 2024).
Si vous disposez d'ouvrages ou d'articles de référence ou si vous connaissez des sites web de qualité traitant du thème abordé ici, merci de compléter l'article en donnant les références utiles à sa vérifiabilité et en les liant à la section « Notes et références ».
Pour les articles homonymes, voir Novation (homonymie).
La novation est une opération juridique résultant d'une transformation de l'obligation juridique, et aboutissant à la création d'une obligation juridique nouvelle. La novation est définie par l'article 1329 du code civil français, et suppose la modification d'un élément essentiel de l'obligation.
Le régime juridique de la novation se trouve dans les articles 1329 à 1335 du code civil français.

## Conditions
Les conditions relatives à l'acte nové :
- existence d'un rapport d'obligations préexistant.
- l'acte nové doit être valable. Si nullité relative, la novation est toujours possible. Mais si nullité absolue, la novation est impossible.
- une obligation conditionnelle peut donner lieu à novation que tant que la condition est pendante. L'obligation nouvelle sera affectée de la même modalité sauf stipulation contraire.

Les conditions relatives à l'acte novatoire : 
- La création d'une obligation valable : si une obligation nouvelle est annulée, la rétroactivité de la nullité fera renaître l'obligation initiale. L'obligation nouvelle est normalement assortie d'un terme, sinon il s'agit d'une dation en paiement.

- La nouveauté de l'obligation (aliquid novi) : elle doit être réellement nouvelle, si elle ne touche qu'à des éléments secondaires alors il n'y a que modification de l'obligation initiale, mais elle ne doit pas non plus être en totale rupture.

La novation nécessite la modification d'un élément essentiel de l'obligation. Cette notion renvoie aux conditions essentielle de validité des contrats. La novation peut avoir lieu :
- La novation par changement de créancier : se rapproche de la cession de créance mais exige le consentement du débiteur. Les garanties de la première créance sont éteintes. Elle permet d'échapper aux obligations de publicité assorties à la cession de créance.

- La novation par changement de débiteur : elle substitue un nouveau débiteur à l'ancien dont la dette se trouve éteinte. Il s'agit le plus souvent d'une délégation parfaite ou d'une expromission. Une expromission est différente de la délégation parfaite car elle se réalise sans l'accord du premier débiteur. Un tiers s'engage avec le créancier moyennant la libération du débiteur initial.

- La novation par changement de l'obligation : Les parties restent les mêmes. Elle peut porter sur l'objet, la cause, ou les modalités de l'obligation. Un changement de l'objet est une chose qui en remplace une autre. Exemple : un changement de forfait chez un opérateur téléphonique sur lequel vous montez en gamme. Le nouveau forfait est plus important. De nouvelles obligations réciproques naissent de cette novation. Pour l'opérateur c'est de fournir, par exemple, un réseau fiable à l'étranger, pouvoir passer plus d'appels, etc. Pour le consommateur c'est de payer son forfait un montant plus élevé que son ancienne prestation. Les obligations doivent être exécutées de bonne foi tout comme le précédent contrat.
- Un changement de la cause est un changement du titre juridique en vertu de laquelle l'obligation existe, le fait générateur de l'obligation est modifié. Un changement des modalités est admis lorsque la novation affecte l'existence même de l'obligation. Un changement de titre peut alors entraîner des nouvelles obligations. Exemple : votre bail commercial précaire d'un an se transforme au terme du contrat en bail commercial classique avec une durée de neuf ans. Le montant du loyer et sa révision changent. Attention donc aux droits et titres qui peuvent varier d'un changement du titre.

L'intention de nover (animus novandi) : l'article 1330 du Code Civil dispose que la novation ne se présume point. Il faut que la volonté des parties de l'opérer résulte clairement de l'acte. La preuve peut être apportée par tout moyen.

## Effets
La novation a deux effets principaux : l'inopposabilité des exceptions et la disparition des sûretés.
La novation interdit au débiteur d'invoquer les exceptions attachées à l'obligation éteinte. Mais les parties peuvent admettre les exceptions par stipulation expresse. La règle n'est pas d'ordre public.
Il y a disparition des sûretés qui garantissaient le paiement. Il est permis d'écarter cette conséquence par une convention spéciale qui transférera les garanties sur la nouvelle obligation.